# Czarci Jar
Czarci Jar ist ein kleiner Ort in der polnischen Woiwodschaft Ermland-Masuren und gehört zur Gmina Olsztynek (Stadt- und Landgemeinde Hohenstein i. Ostpr.) im Powiat Olsztyński (Kreis Allenstein).

## Geographische Lage
Czarci Jar liegt am Ostufer des Oberlaufs der Drewenz (polnisch Drwęca) im Südwesten der Woiwodschaft Ermland-Masuren, 20 Kilometer südwestlich der  Kreisstadt Olsztyn (deutsch Allenstein).

## Geschichte
Über die Geschichte des kleinen Ortes liegen keine Unterlagen vor, auch nicht in Beantwortung der Frage, ob der Ort vor 1945 bestand und einen deutschen Namen hatte.
Überregional bekannt ist Czarci Jar als großes Fischzuchtzentrum.
Der Weiler (polnisch Osada) gehört zum Schulzenamt (polnisch Sołectwo) Drwęck (Dröbnitz) und ist heute eine Ortschaft innerhalb der Stadt- und Landgemeinde Olsztynek (Hohenstein i. Ostpr.) im Powiat Olsztyński (Kreis Allenstein). Am 26. Oktober 2020 waren in Czarci Jar 13 Einwohner registriert.

## Kirche
Czarci Jar gehört sowohl evangelischer- wie auch römisch-katholischerseits zu Olsztynek in der Diözese Masuren der Evangelisch-Augsburgischen Kirche in Polen bzw. im Dekanat Olsztynek im Erzbistum Ermland.

## Verkehr
Czarci Jar ist auf einem Landweg von Drwęck aus zu erreichen.